# Zbór Kościoła Adwentystów Dnia Siódmego w Mszczonowie
Zbór Kościoła Adwentystów Dnia Siódmego w Mszczonowie – zbór adwentystyczny w Mszczonowie, należący do okręgu mazowieckiego diecezji wschodniej Kościoła Adwentystów Dnia Siódmego w RP.
Pastorem zboru jest pastor Mariusz Zaborowski. Nabożeństwa odbywają się każdej soboty o godz. 10.00 we wsi Budy-Zasłona, ul. Źródlana.
Przy zborze, we wsi Budy-Zasłona, siedzibę ma Fundacja „Źródła Życia”, będąca adwentystycznym przedsiębiorstwem zdrowotnym, zajmującym się rolnictwem ekologicznym (popularyzacją efektywnych mikroorganizmów), programami rewitalizacyjnymi „NewStart” oraz szeroko pojętą promocją zdrowia (m.in. własne wydawnictwo książkowe i drukarnia „Alterna”).